# 李思孝 (唐朝)
李思孝（？—？），本名拓跋思孝，唐朝末年时党項族的首领，是拓跋思恭的弟弟。
乾宁二年（895年）八月初九，李克用派遣李存信、李存审会同保大节度使李思孝攻打在梨园寨的王行瑜。八月十九，唐昭宗命李克用为邠宁四面行营都招讨使，李思孝为北面招讨使，定难节度使李思谏为东面招讨使。乾宁三年（896年）三月，保大节度使李思孝上书朝廷请求致仕，推荐弟弟李思敬来接替，唐昭宗命李思孝以太师致仕，李思敬为保大留后。